# William Brett, I visconte Esher
William Baliol Brett, I visconte Esher (Lenham, 13 agosto 1815 – Londra, 24 maggio 1899), è stato un avvocato e politico inglese.

## Biografia
Brett era un figlio del reverendo Joseph George Brett, e di sua moglie, Dorothy, figlia di George Best. Ha studiato alla Westminster School, King's College London e al Gonville and Caius College.

## Carriera
Nel 1861 divenne un consulente della Regina. Brett venne nominato Procuratore Generale sotto Benjamin Disraeli. In Parlamento ha preso parte alla promozione di progetti di legge connessi con l'amministrazione della legge e della giustizia. Nel mese di agosto 1868 è stato nominato giudice. 
Sulla ricostituzione della Corte d'Appello nel 1876, Brett è stato elevato al rango di Lord Justice of Appeal. Divenne membro del Consiglio della Corona. Dopo aver tenuto questa posizione per sette anni, successe a George Jessel come Master of the Rolls nel 1883. Nel 1885 è stato elevato alla nobiltà come Barone Esher, nella Contea di Surrey. Si è ritirato alla fine del 1897 e venne creato Visconte Esher, nella Contea di Surrey.

## Matrimonio
Sposò, il 3 aprile 1850, Eugénie Mayer (1814-1904), figlia di Louis Mayer. Seconde le voci Eugénie era la figlia illegittima di Napoleone Bonaparte e Fanny Meyer. Ebbero tre figli:
- Reginald Brett, II visconte Esher (30 giugno 1852-22 gennaio 1930);
- Eugene Leopold Selwyn Brett (3 marzo 1855-8 dicembre 1882);
- Eugénie Violet Adele Brett (?-13 marzo 1938), sposò William Ward, ebbero sei figli.

## Morte
Morì il 24 maggio 1899 a Londra.